# トイ・ミー・キー

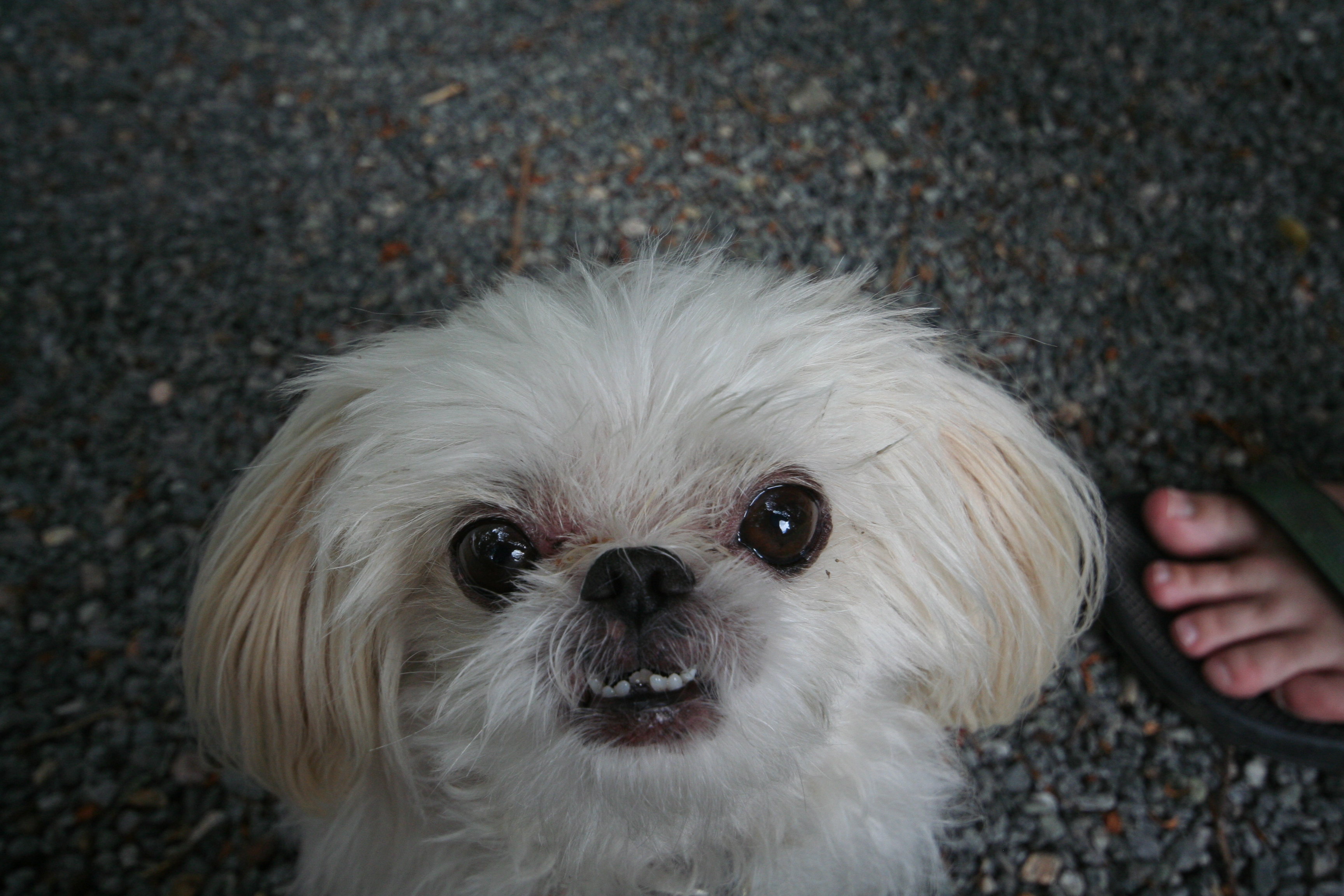
トイ・ミー・キーの一種

トイ・ミー・キー（英：Toy Mi-Ki）とは、アメリカ合衆国原産の愛玩犬である。犬種としてのスタンダードは全く固定されておらず、犬種名が商標登録されていることから各界から激しい批判を受けている。

## 歴史
トイ・ミー・キーは繁殖者によって作出に用いられた犬種が全く異なり、ブリード・スタンダードも全く固定させていないが犬種として名乗っている交雑犬種である。主に作出に使われたのは小型の人気犬種で、2007年の3月の時点で判明しているのはパピヨン、ファーレーヌ、マルチーズ、ラサ・アプソ、チベタン・テリア、狆、ポメラニアン、チワワ、チャイニーズ・インペリアル・ドッグ（中国原産の貴婦人用愛玩用犬種の一種）、プー・チー（プードルと柴犬の雑交犬。二重純血犬種ではない）など、大部分が日本でも人気のある犬種ばかりである。しかし、もっと多くの犬種が使われたとする説もあり、更にこれら犬種をどれも同じ頭数を交配させたわけでもなく、遺伝子プールも個体によって違うという。そのため、タイプを固定するためにトイ・ミー・キーの犬種クラブも立ち上げられてが、未だにまだ犬種の固定はあまり進んでいない。

## 社会的影響と批判
トイ・ミー・キーは上記にも述べたようにタイプが固定されていないだけでなく、商標登録されてインターネットのみで販売させているため広く批判を受けている。動物愛護団体からは意味のないただの雑種犬で、そのため故に売れ残った犬は棄てられるか処分されてしまう上、インターネットのみの販売のためブリーディングシステムを隠蔽し、平気で近親交配や乱繁殖を行う危険性も高く、展示されている仔犬が重い疾患を持っていてもそれを隠して高値で販売して逮捕された悪徳なブリーダーもいたため、この犬種を禁止するべきであると批判した。他の純血犬種のブリーダーからも無論何百年と受け継がれてきた血統を故意に汚して販売するのは遺憾であると販売を非難しているが、二重純血犬種のブリーダーからも、自分のブリーディングしている犬種と混同されて風評被害に困っていると批判されている。二重純血犬種はただの雑交犬ではなく、血統管理を行って純血種として固定されているため、トイ・ミー・キーとは全く関連がない。風評被害の影響は大きく、愛玩用の二重純血犬種だけでなく、介助用のために作出された二重純血犬種にまでその被害が及び、このために二重純血犬種の介助犬の社会進出が遅れているとの指摘もある。
そのため原産国であるアメリカ国内でもトイ・ミー・キーに対する向かい風は強く、多くの専門家にも中止すべきであるという批判がされていて、犬種としての支持者は非常に少ない。
なお、トイ・ミー・キーの犬種としての支持者はトイ・ミー・キーの犬種クラブだけであるが、雑種犬として、個体としての支持者は動物愛護団体である。そこではトイ・ミー・キーの棄て犬も他の犬種と変わりなく扱い、新しい飼い主を探して保護を行っている。そこでは本種はあくまで雑種犬（英：Mud）としてとらえている。

## 特徴
すべとのコートタイプ、耳の形、尾の形が認められているが、近頃垂れ耳・巻き尾のものと立ち耳・巻き尾のものに分化しつつある。コートは光沢があり、絹のようなロングコートタイプと、なめらかなスムースコートタイプに分化が始まってきているが、そのほかは外見もマズルの長さも多種多様である。体高28cm以下、体重2～4kgほどの小型犬である。
さまざまな非難合戦を繰り返している中で、トイ・ミー・キー自体はあまり健康に問題が出ない丈夫な素質を持っている。これは雑種化矯正というもので、雑種犬にも現れている有意義な特性である。寿命も長く、平均寿命は15～17年である。性格は遊び好きで、多少の無駄吠えも見られるが、基本的にはしつけがしやすい。

## 参考
- 『デズモンド・モリスの犬種事典』（誠文堂新光社）デズモンド・モリス著書、福山英也、大木卓訳 誠文堂新光社、2007年
- 英語版記事　en:Toy Mi-Ki20:33, 27 November 2008版